# Lipovanos

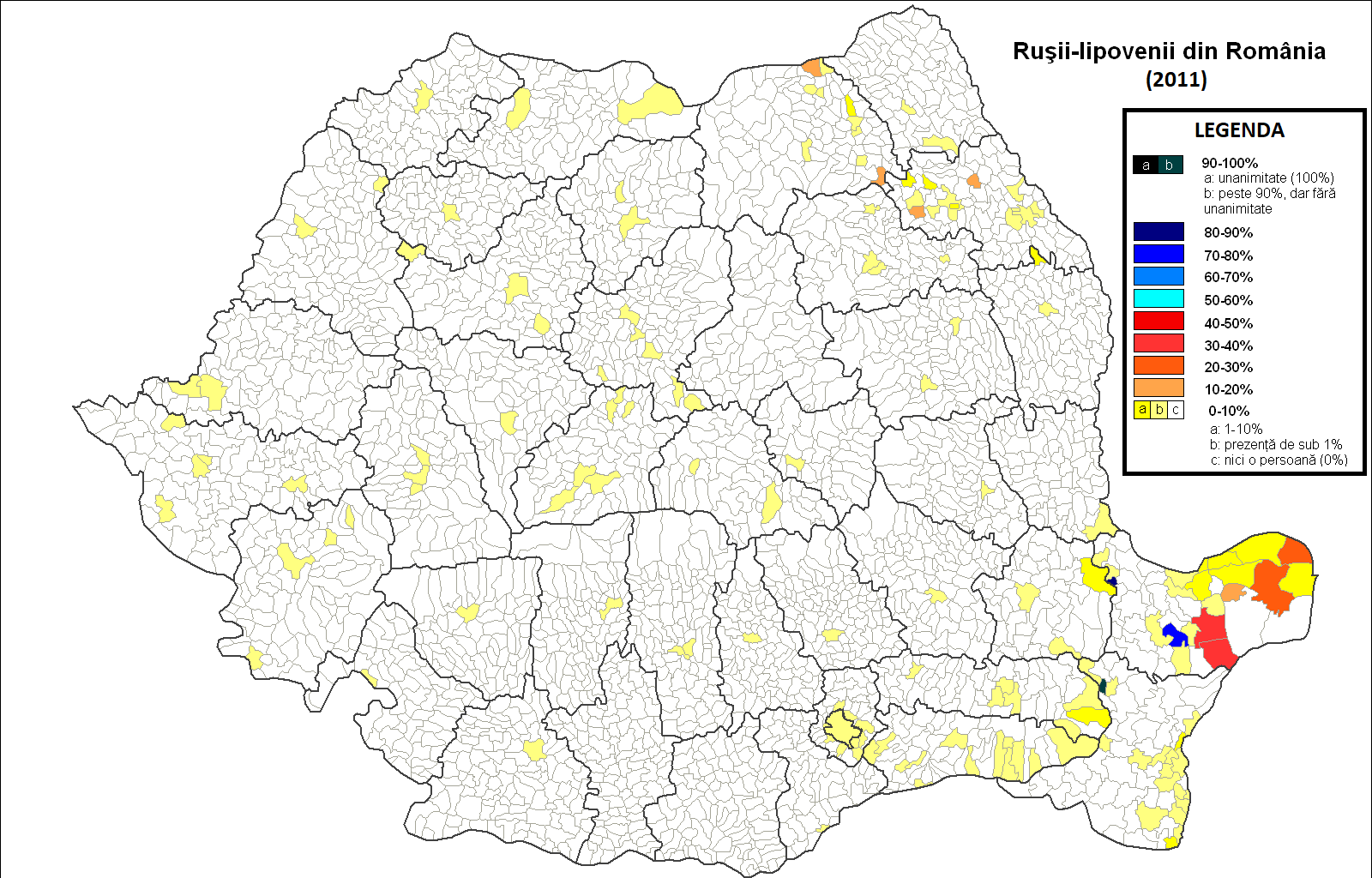
Ruso-lipovanos de Rumania

Los lipovanos (en rumano: lipoveni, en ucraniano: липовани, en ruso: липовáне, en búlgaro: липованци) es un pueblo y grupo étnico eslavo oriental compuesto por los viejos creyentes, en su mayoría de origen étnico ruso, que se asentaron en el Principado de Moldavia, Dobruja, Muntenia oriental y Rumanía. De acuerdo con el censo de 2002 de Rumanía, en el país había un total de 35.791 lipovanos, de los cuales 21.623 viven en Dobruja.